# Tower Hill (stacja metra)
Tower Hill – stacja metra londyńskiego na liniach Circle Line oraz District Line, położona w granicach administracyjnych London Borough of Tower Hamlets. Została otwarta w 1967 roku. W 2019 r. skorzystało z niej ok. 20,59 mln pasażerów. 
Nieopodal znajduje się dworzec kolejowy Fenchurch Street.

## Galeria

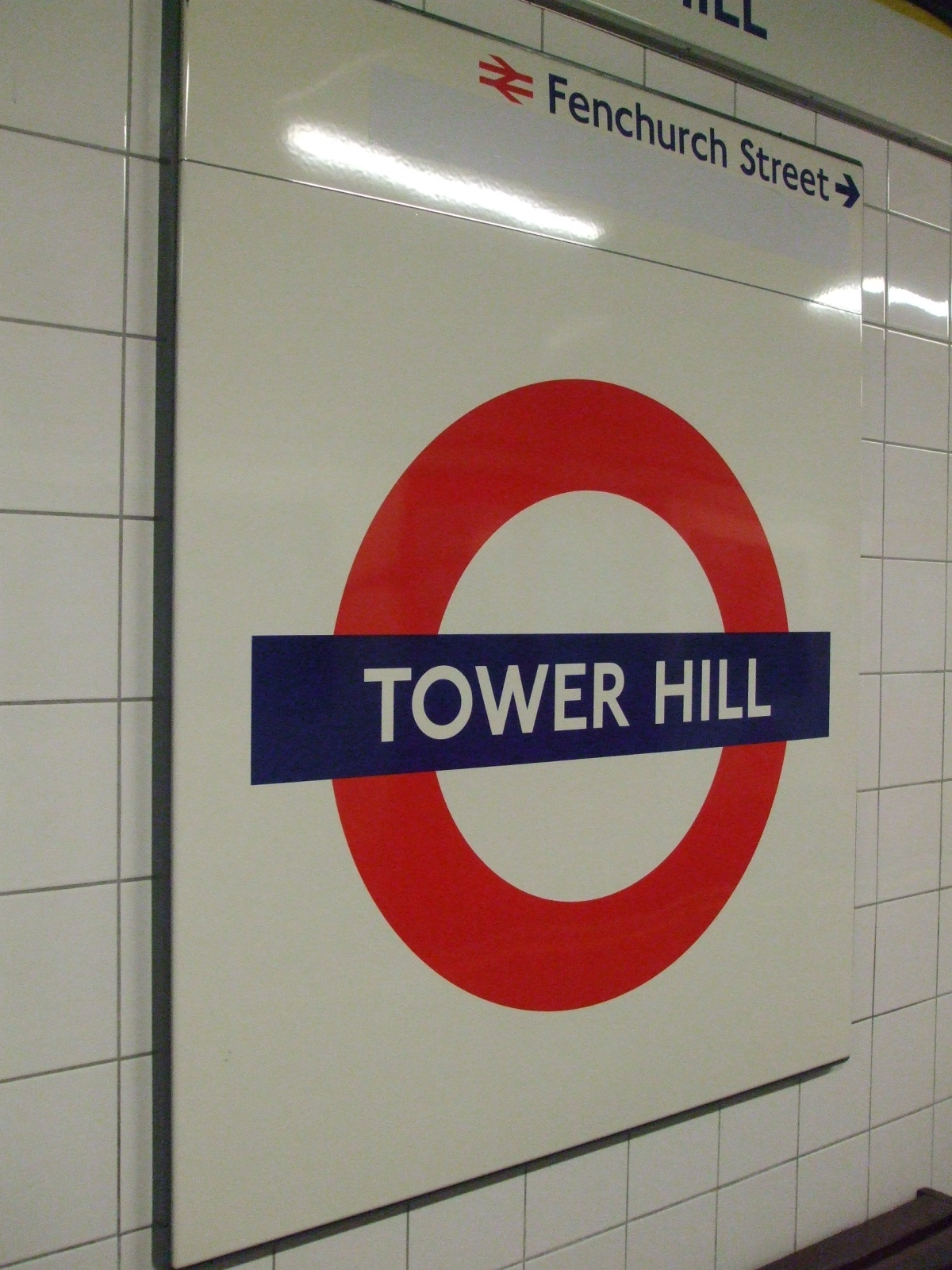
Logo stacji
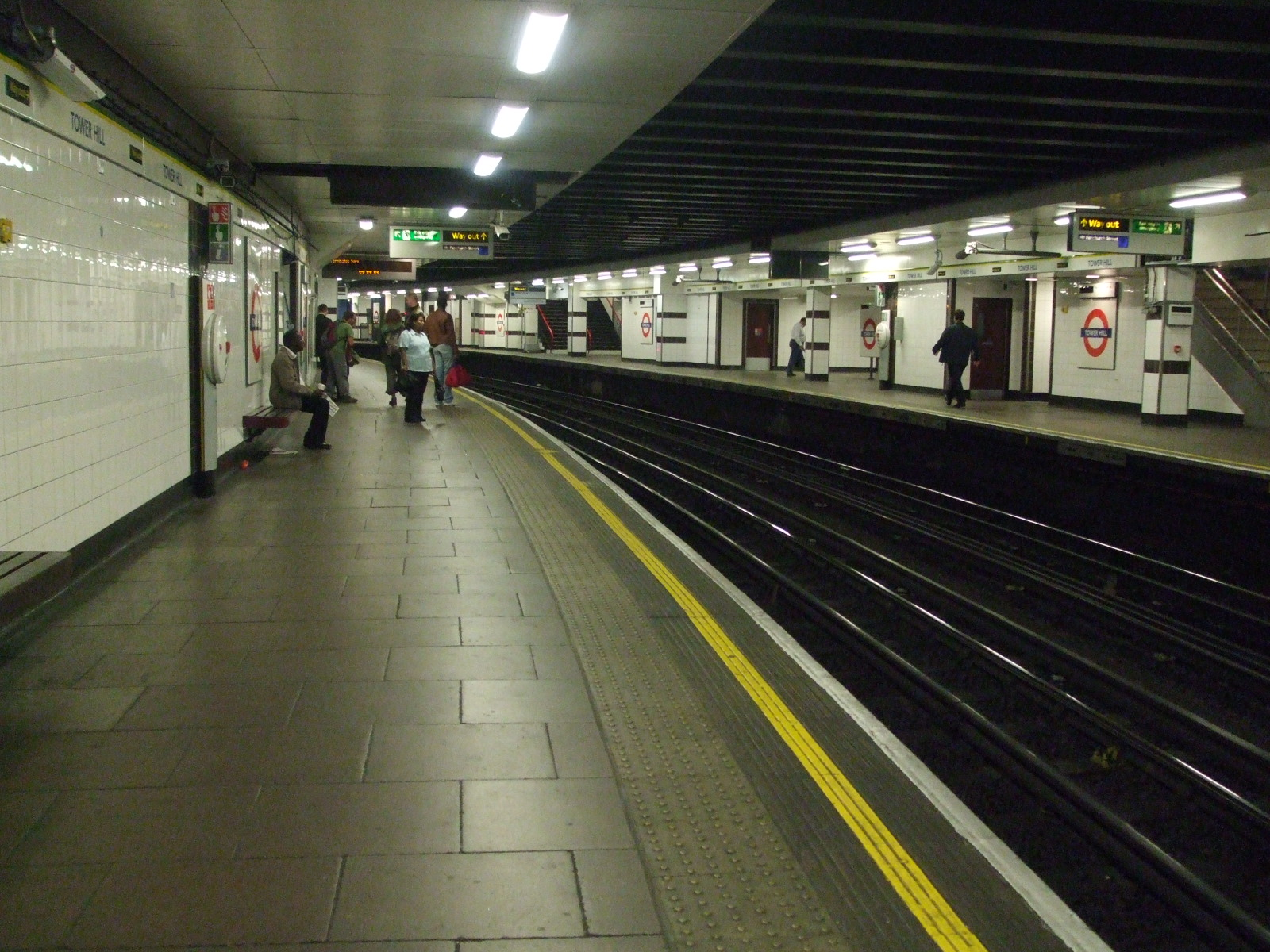
Perony